# Gustavus Miller Bower
Gustavus Miller Bower (* 12. Dezember 1790 bei Culpeper, Virginia; † 17. November 1864 bei Paris, Missouri) war ein US-amerikanischer Politiker. Zwischen 1843 und 1845 vertrat er den Bundesstaat Missouri im US-Repräsentantenhaus.

## Werdegang
Gustavus Bower besuchte die öffentlichen Schulen seiner Heimat. Nach einem anschließenden Medizinstudium in Philadelphia und seiner Zulassung als Arzt begann er in diesem Beruf zu arbeiten. Noch vor 1812 zog er nach Nicholasville in Kentucky. Während des Britisch-Amerikanischen Krieges war er Militärarzt. Er war einer der wenigen Überlebenden der Schlacht bei Frenchtown am 23. Januar 1813.
Im Jahr 1833 zog Bower nach Paris in Missouri, wo er als Arzt und in der Landwirtschaft arbeitete. Politisch wurde er Mitglied der Demokratischen Partei. Bei den Kongresswahlen des Jahres 1842 wurde er im damals neugeschaffenen vierten Wahlbezirk von Missouri in das US-Repräsentantenhaus in Washington, D.C. gewählt, wo er am 4. März 1843 sein neues Mandat antrat. Bis zum 3. März 1845 konnte er eine Legislaturperiode im Kongress absolvieren. Diese war von den Diskussionen um einen möglichen Anschluss der seit 1836 von Mexiko unabhängigen Republik Texas bestimmt.
Nach seinem Ausscheiden aus dem US-Repräsentantenhaus praktizierte Gustavus Bower wieder als Arzt. Er starb am 17. November 1864 in der Nähe von Paris, wo er auf dem Familienfriedhof beigesetzt wurde.